# ALDE
Stranka zavezništva liberalcev in demokratov za Evropo (angleško Alliance of Liberals and Democrats for Europe Party, kratica: ALDE) je evropska politična stranka, ki deluje na ravni Evropske unije in Sveta Evrope. Sestavlja jo 60 liberalnih strank iz Evrope. Stranka je članica Liberalne internacionale. Trenutno nobena stranka iz Slovenije ni članica ALDE. V Evropskem parlamentu je stranka članica skupine Renew Europe, ki ima v trenutnem sklicu 98 poslancev, od tega 68 iz ALDE.
Na evropskih volitvah 2019 je stranka nastopila v skupini Renew Europe, ki je po evropskih volitvah stranka vstopila v parlamentarno večino z Evropsko ljudsko stranko in Stranko evropskih socialistov. Pripadlo ji je mesto predsednika Evropskega sveta, ki ga je zasedel nekdanji belgijski predsednik vlade Charles Michel.

## Predstavniki v Evropskem svetu
| Država     | Ime                                | Nacionalna stranka |
| ---------- | ---------------------------------- | ------------------ |
| Belgija    | Alexander De Croo predsednik vlade | Open VLD           |
| Estonija   | Kaja Kallas predsednica vlade      | Kesk               |
| Irska      | Micheál Martin taoiseach           |                    |
| Luksemburg | Xavier Bettel predsednik vlade     | DP                 |
| Nizozemska | Mark Rutte predsednik vlade        | VVD                |

## Evropski komisarji

### 2019 - (von der Leyenina komisija)
| Država    | Ime                | Resor                                                                    |
| --------- | ------------------ | ------------------------------------------------------------------------ |
| Francija  | Thierry Breton     | Evropski komisar za notranji trg                                         |
| Češka     | Věra Jourová       | Evropska komisarka za vrednote in preglednost in podpredsednica Komisije |
| Slovenija | Janez Lenarčič     | Evropski komisar za humanitarno pomoč in krizno upravljanje              |
| Belgija   | Didier Reynders    | Evropski komisar za pravosodje                                           |
| Estonija  | Kadri Simson       | Evropska komisarka za energijo                                           |
| Danska    | Margrethe Vestager | Evropska komisarka za konkurenco in izvršna podpredsednica Komisije      |

### 2014 - 2019 (Junckerjeva komisija)
| Država    | Ime                | Komisarski resor                                               |
| --------- | ------------------ | -------------------------------------------------------------- |
| Švedska   | Cecilia Malmström  | Evropska komisarka za trgovina                                 |
| Slovenija | Violeta Bulc       | Evropska komisarka za promet                                   |
| Češka     | Věra Jourová       | Evropska komisarka za pravosodje, potrošnike in enakost spolov |
| Danska    | Margrethe Vestager | Evropska komisarka za konkurenco                               |

## Stranke članice iz Slovenije
V stranki ALDE trenutno ni nobene stranke članice iz Slovenije. V preteklosti so bile članice med drugim Stranka modernega centra, Stranka Alenke Bratušek in Lista Marjana Šarca, a sta se slednji leta 2022 pripojili h Gibanju Svoboda. Na Listi LMŠ sta bila sicer leta 2019 izvoljena evropska poslanca Irena Joveva in Klemen Grošelj, ki sta nato pripadla Gibanju Svoboda, sta pa ostala del politične skupine Renew Europe v Evropskem parlamentu. 

## Zastopanost v institucijah Evropske unije
| Organizacija           | Institucija                                       | Zastopanost    |
| ---------------------- | ------------------------------------------------- | -------------- |
| Evropska unija         | Evropski parlament                                | 49 / 720 (7%)  |
| Evropska unija         | Evropska komisija                                 | 5 / 27 (19%)   |
| Evropska unija         | Evropski svet (Heads of Government)               | 3 / 27 (11%)   |
| Evropska unija         | Svet Evropske unije (Participation in Government) |                |
| Evropska unija         | Evropski odbor regij                              | 44 / 329 (13%) |
| Svet Evrope (kot del ) | Parlamentarna skupščina                           | 88 / 612 (14%) |